# مطار سوكارنو هاتا الدولي المحطة 3
مطار سوكارنو هاتا الدولي المحطة 3 (بالإندونيسية: Terminal 3 Bandar Udara Internasional Soekarno-Hatta) هي محطة تتبع مطار سوكارنو هاتا الدولي، وتخدم منطقة جاكرتا العاصمة في إندونيسيا. تقع المحطة على الجانب الشمالي الشرقي من المطار. تتميز المحطة 3 بأسلوب مختلف عن المحطات الأخرى للمطار. تم بناء المحطة 1 و2 مع دمج الهندسة المعمارية المحلية في التصميم، ولكن الأمر في المحطة الثالثة مختلف حيث تم بناء المبنى بتصميم عصري مع حس صديق للبيئة العامة والبيئة التقليدية. تم تسمية المحطة لأول مرة باسم المحطة 3 الأخيرة، ولكن تقرر لاحقًا تسميتها بالمحطة 3.
تشغل غارودا إندونيسيا جميع رحلاتها المحلية والدولية من هذه المحطة. بالنسبة لشركات الطيران الأخرى التي تعمل في مطار سوكارنو هاتا الدولي، فإن الخطوط الجوية الدولية تعمل فيها باستثناء الخطوط الجوية منخفضة التكلفة لا تعمل من المبنى 3. تم تسمية المحطة كأفضل محطة للمطارات في عام 2017 في إندونيسيا في حفل توزيع جوائز بندرا التاسعة الذي أطلقته مجالا بندرا.

## التاريخ
تم افتتاح المحطة 3 رسميًا للرحلات التجارية عندما بدأت ماندالا إيرلاينز وإير آسيا عملياتها لرحلاتهما الداخلية في 20 أبريل 2009، تليها رحلات دولية في 15 نوفمبر 2011. كانت المحطة 3 تستوعب 4 ملايين مسافر سنويًا، وعدد 30 عدادًا لتسجيل الوصول و6 صنايق للأمتعة و3 بوابات مع جسرين نفاثين. في عام 2012 تعهدت شركة أنجكاسا بورا الثانية مشغل المطار في سوكارنو هاتا، بخطة رئيسية لتطوير مطار سوكارنو هاتا الدولي إلى مطار من الطراز العالمي، وفي النهاية بناء مطار أيروبوليس. توسيع المبنى رقم 3 هو جزء من الخطة الرئيسية. تم افتتاح المبنى الجديد 3 رسميًا في 9 أغسطس 2016. ويجري بناء المحطة الثالثة كمحطة طيران. ستكون المحطة 3 قادرة على خدمة 60 طائرة من 40 طائرة حاليًا. منذ افتتاحها تعاني المحطة من العديد من المشكلات، بدءًا من أوقات انتظار الأمتعة الطويلة، والإضاءة غير الكافية وغير الآمنة، وعدم وجود لافتات مناسبة، بالإضافة إلى تجربة مباني مواقف السيارات بالقرب من الاختناقات المرورية المستمرة.

## التسهيلات
تمتد المحطة رقم 3 على مساحة 1.2 كيلومتر، وتستطيع خدمة 40 طائرة. المحطة لديها القدرة على خدمة 25 مليون مسافر دولي كل عام. هذه محطة حديثة مصممة خصيصًا لتناسب كنقطة عبور لشركات الطيران الدولية. تمتد المحطة الجديدة على مساحة 422.804 مترًا مربعًا، وهي أكبر قليلاً من مبنى مطار شانغي 3، وتحتوي على 10 بوابات للرحلات الدولية وعدد 18 عدادًا داخليًا و206 عدادًا لتسجيل الوصول و38 عدادًا لتسجيل الوصول الذاتي و12 كيسًا للطيران و48 جسر جوي، وقاعات اجتماعات، ومحلات معفاة من الرسوم الجمركية، ومنافذ للبيع بالتجزئة، ومطاعم وكراركورات متعددة الطوابق. تبلغ المساحة الإجمالية للمبنى الرئيسي للمبنى الجديد 3 حوالي 33.101 متر مربع، ومبنى وقوف السيارات 85.578 متر مربع، ومبنى لركاب كبار الشخصيات 6.124 متر مربع. يتم ترتيب منطقة تسجيل الوصول من المحطة في شكل ثماني مجموعات. يوجد في المحطة نظام آلي للتعامل مع الأمتعة يضم 13 من السيور الناقلة. منطقة وقوف السيارات لديها القدرة على استيعاب 2.600 سيارة و2600 دراجة نارية.
تم تجهيز المحطة 3 بنظام بي إتش إس من المستوى 5 لاكتشاف المتفجرات والانتقال مباشرة إلى البطانيات، وهو نظام أمن المطار (إيه إس إس) الذي يمكنه التحكم في ما يصل إلى 600 من الدوائر التلفزيونية المغلقة لاكتشاف الوجوه المتاحة في سجل الأمان. يحتوي الجهاز على «نظام إدارة المباني الذكية» الذي يمكنه التحكم في استخدامات المياه والكهرباء، ونظام مياه الأمطار لإنتاج المياه النظيفة من المطر، ونظام المياه المعاد تدويره لإنتاج مياه المرحاض من مياه المرحاض المستخدمة، والتحكم في تكنولوجيا الإضاءة لإلقاء الضوء المحطة اعتمادا على الطقس المحيط بالمحطة.
يوفر مبنى الركاب رقم 3 وصول الواي فاي بسرعات تصل إلى 50 ميجابت/ثانية في مناطق معينة في المطار. الخدمة مجانية للوصول لمدة 15 دقيقة مبدئية وبعد ذلك سيتمكن الركاب من دفع 5.000 روبية في الساعة. يوجد بالمحطة مركز للمعلومات السياحية حيث يمكن للسائحين الحصول على معلومات حول مناطق الجذب السياحي والنقل والإقامة والمعلومات الأخرى المتعلقة بالسفر في إندونيسيا.

### الفندق والأعمال
هناك مساحة عمل مشتركة متميزة تسمى إيه بي سبيس. تحتوي مساحة العمل المشتركة على مكاتب مخدومة، وقاعات اجتماعات، ومساحات للمناسبات، وصالات عمل، وإنترنت عالي السرعة. وأقراص النوم التي تدعمها التقنيات المتقدمة. يحتوي المبنى رقم 3 أيضًا على فندق أو مطار كبسولة رقمي يضم 120 غرفة، تحتوي على غرف من النوع ألفا وبيتا. هناك فندقان من فئة 4 نجوم تحت الإنشاء، ومن المتوقع أن يتم تشغيلهما بحلول نهاية عام 2019.

### المنطقة التجارية
توفر المحطة 3 في مطار سوكارنو هاتا الدولي منطقة تجارية ذات أجواء ومناظر مختلفة مقارنة بالمطارات الأخرى في إندونيسيا. تغطي المنطقة التجارية لمبنى الركاب 3 مساحة 71.225 متر مربع. تنقسم المنطقة إلى عدة مناطق وهي:، الأغذية والمشروبات بمساحة 23.301 مترًا مربعًا، والتجزئة 22.023 مترًا مربعًا، والخدمات 2،007 مترًا مربعًا، والمنطقة المعفاة من الرسوم الجمركية 4.784 مترًا مربعًا، وصالة يمساحة 8.496 مترًا مربعًا، ومعرض بمساحة 1.493 مترًا مربعًا، ومكاتب الطيران بمساحة 19.121 متر مربع.

## النقل البري
تتوفر حافلات مكوكية مجانية، والتي تربط مبنى الركاب 1 و2 و3. كما يوجد نظام نقل الناس والقطار المعلق، والذي يربط مبنى الركاب 1 و2 و3. يبلغ طول خط نقل الركاب 5 دقائق، مع 7 دقائق للنقل من المحطة 1 إلى المبنى 3. تقدم خدمات الحافلات بما في ذلك حافلة دامري المملوكة للدولة وغيرها من الشركات الخاصة خدمات من المطار إلى وجهات مختلفة في جاكرتا الكبرى وغيرها من المناطق المجاورة. تعمل الحافلات من الساعة 06.00 صباحًا إلى 23.00 مساءً. تربط خدمة سكة حديد مطار سوكارنو هاتا الدولي، المطار بوسط مدينة جاكرتا.